# Petia Nedelcheva
Petia Nedelcheva –en búlgaro, Петя Неделчева– (Stara Zagora, 30 de julio de 1983) es una deportista búlgara que compitió en bádminton, en las modalidades individual y de dobles.
Ganó una medalla de bronce en los Juegos Europeos de Bakú 2015 y dos medallas en el Campeonato Europeo de Bádminton, plata en 2010 y bronce en 2014. Participó en tres Juegos Olímpicos de Verano, entre los años 2004 y 2012, ocupando el quinto lugar en Atenas 2004, en la prueba individual.

## Palmarés internacional
| Juegos Europeos    | Juegos Europeos          | Juegos Europeos   | Juegos Europeos |
| Año                | Lugar                    | Medalla           | Prueba          |
| ------------------ | ------------------------ | ----------------- | --------------- |
| 2015               | Bakú (Azerbaiyán)        | Medalla de bronce | Individual      |
| Campeonato Europeo |                          |                   |                 |
| Año                | Lugar                    | Medalla           | Prueba          |
| 2010               | Mánchester (Reino Unido) | Medalla de plata  | Dobles          |
| 2014               | Kazán (Rusia)            | Medalla de bronce | Dobles          |